# Мала соба три са три
Мала соба три са три је пети студијски албум Снежане Ђуришић. Објављен је 24. маја 1983. године у издању ПГП-РТБ као ЛП и касета, a назван по истоименој песми чији су аутори Драган Александрић и Радмила Тодоровић.

## Песме на албуму
| Бр. | Песма                      | Музика             | Текст                                | Аранжман           |
| --- | -------------------------- | ------------------ | ------------------------------------ | ------------------ |
| 1.  | Мала соба три са три       | Драган Александрић | Радмила Тодоровић                    | Драган Александрић |
| 2.  | Пусти ме да се исплачем    | Драган Александрић | Срђан Јовановић                      | Драган Александрић |
| 3.  | Цветају божури             | Драган Александрић | Срђан Јовановић                      | Драган Александрић |
| 4.  | Рам љубави празан оста     | Драган Александрић | Хилмо Мујић/Радмила Тодоровић        | Драган Александрић |
| 5.  | Одлете срећа, одлете       | Драган Александрић | Срђан Јовановић/Томиславка Тодоровић | Драган Александрић |
| 6.  | Моја врата нико не отвара  | Драган Александрић | Мића Милутиновић                     | Драган Александрић |
| 7.  | Ја бих хтела да ме волиш   | Миша Мијатовић     | Сретен Гајић                         | Миша Мијатовић     |
| 8.  | Ти никоме срећу не доносиш | Љубо Кешељ         | Живорад Миљковић                     | Љубо Кешељ         |
| 9.  | Стари бабо                 | Драган Александрић | М. Живојиновић                       | Драган Александрић |
| 10. | Жао ми је                  | Миша Мијатовић     | Сретен Гајић                         | Миша Мијатовић     |